# Magnus Lindgren (guldsmed)
Magnus Lindgren, död 1817 i Karlskrona, var en svensk guld- och silversmed.
Lindgren var mästare i Karlskrona och utförde för Amiralitetskyrkan ett dopfat i silver. Lindgren är representerad vid Nordiska museet med en silverkanna och bårdsilver.